# Surowica odpornościowa

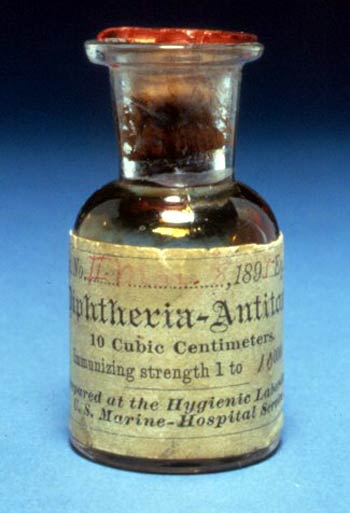
Antytoksyna błonicza

Surowica odpornościowa, antyserum (ang. antiserum) – surowica o dużej zawartości swoistych przeciwciał, otrzymana w wyniku naturalnego lub sztucznego uodpornienia określonym antygenem (np. wirusy, bakterie, toksyny, jady). Ponieważ jest to preparat zawierający gotowe przeciwciała natychmiast niszczące wrogie dla ustroju antygeny, wstrzykuje się go do organizmu w razie ciężkiego przebiegu danej choroby.